# 7.7cm FK 16

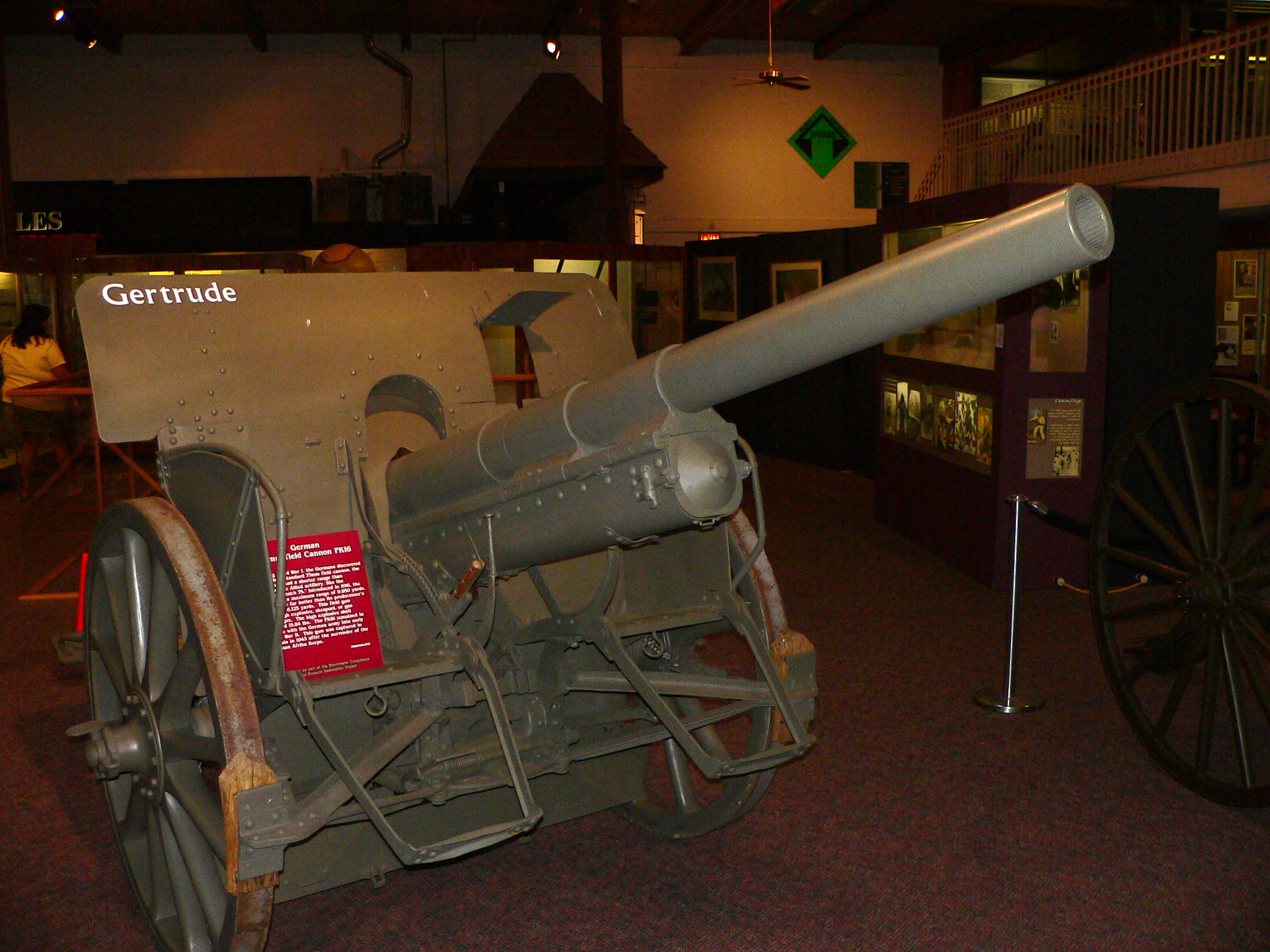
7.7 cm FK 16

7.7 cm FK 16（7,7 cm Feldkanone 16）とは、第一次世界大戦中の1916年にドイツ帝国陸軍が制式採用した野砲である。

## 概要
前任の7.7cm FK 96 nAは軽量で機動力が高かったが、第一次世界大戦においては戦争が塹壕戦に移行すると機動力はほとんど意味がなく、射程に勝るフランス製のM1897 75mm野砲やイギリス製のQF 18ポンド砲などに対して極めて不利な立場に立たされた。これを解消するために開発されたのが、FK 16である。
長い砲身を搭載し、脚に穴をあけて大仰角をとれるようにすることで射程を延長している。従来の固定式薬莢から分離薬莢式に変更することで装薬量の増減による射程の調節が可能となっているが、その代償として連射速度がやや低下している。
第一次世界大戦終結後のドイツはヴェルサイユ条約によって重火器の保有を禁止されたため、残存砲はベルギーが戦争賠償として接収したほかドイツも一定数を極秘裏に保管していた。その後、ドイツとベルギーでそれぞれ独自の改良型が登場した。

## 派生型
7.5cm FK 16 nA
ドイツが極秘裏に隠匿していたFK 16の砲身を、1930年代初頭に制式採用された75mm砲弾用のものに換装した型。
Canon de 75 mle GP11
Canon de 75 mle TRの砲身をFK 16の砲架に搭載したベルギー製の改良型。
Canon de 75 mle GP111
FK 16の砲身にベルギー軍制式の75mm砲弾を使用可能なように詰め物をした、ベルギー製の改良型。

## スペック
- 口径：77mm
- 全長：m
- 全幅：m
- 重量：1,318kg
- 砲身長：2,695mm（35口径）
- 仰俯角：-10°~+40°
- 左右旋回角：°
- 運用要員：名
- 発射速度：発/分（最大）
- 射程：10,700m
- 生産期間：1916年~1918年
- 生産総数：3,020門以上